# Glaphyromorphus fuscicaudis
Espèce
Synonymes
- Sphenomorphus fuscicaudis Greer, 1979

Glaphyromorphus fuscicaudis est une espèce de sauriens de la famille des Scincidae.

## Répartition
Cette espèce est endémique du Nord-Est du Queensland en Australie.

## Publication originale
- Greer, 1979 : A new Sphenomorphus (Lacertilia: Scincidae) from the rainforests of northereastern Queensland. Records of the Australian Museum, vol. 32, no 9, p. 373-383 (texte intégral).